# 喜旋

Unicode中的喜旋标志（U+0FCB）。

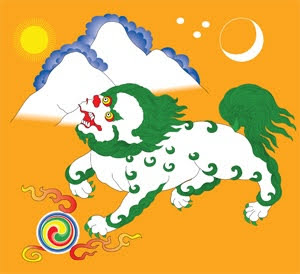
1920-1925年间西藏官方旗帜，雪狮日月的设计源于7世纪藏军军旗。

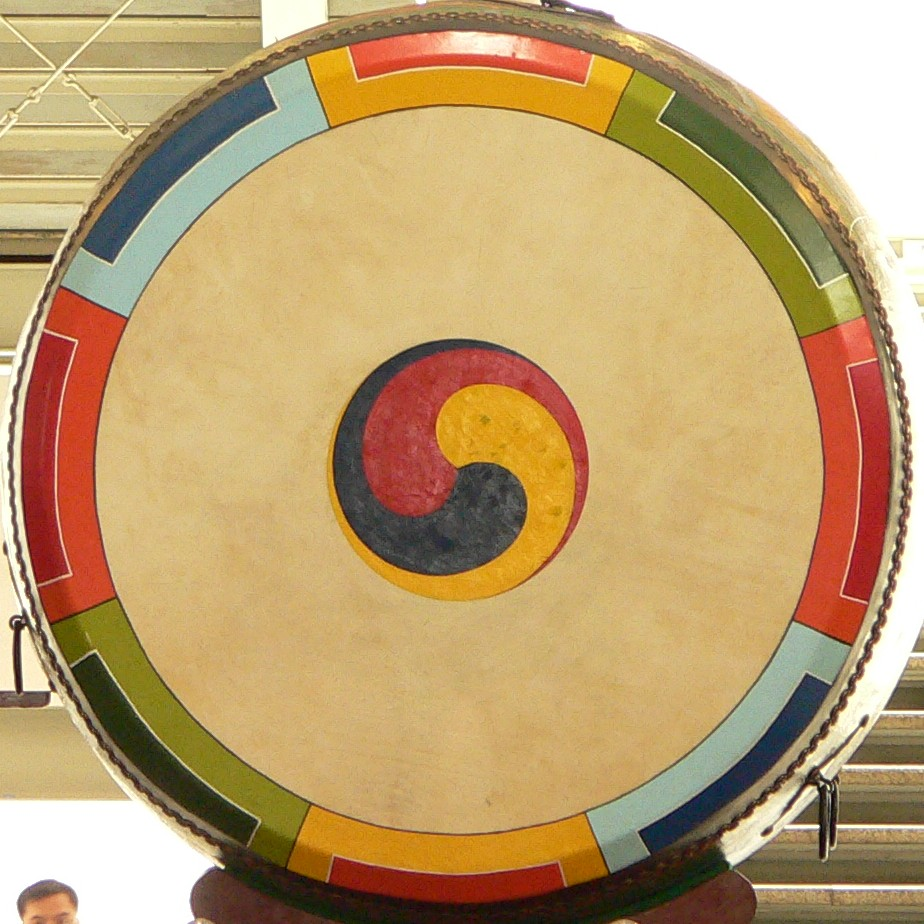
韩国鼓上的喜旋。

喜旋，是漢傳佛教以及藏傳佛教中的一種吉祥象征，由數個旋轉纏繞在一起的刀鋒組合而成，三個為最常見，被稱為三太極。傳統上的旋轉方向為順時針，逆時針也很常見。
喜旋作為法輪的內旋被描繪在了錫金王國國旗以及朝鮮王朝國旗上。 